# Ossário de Caifás

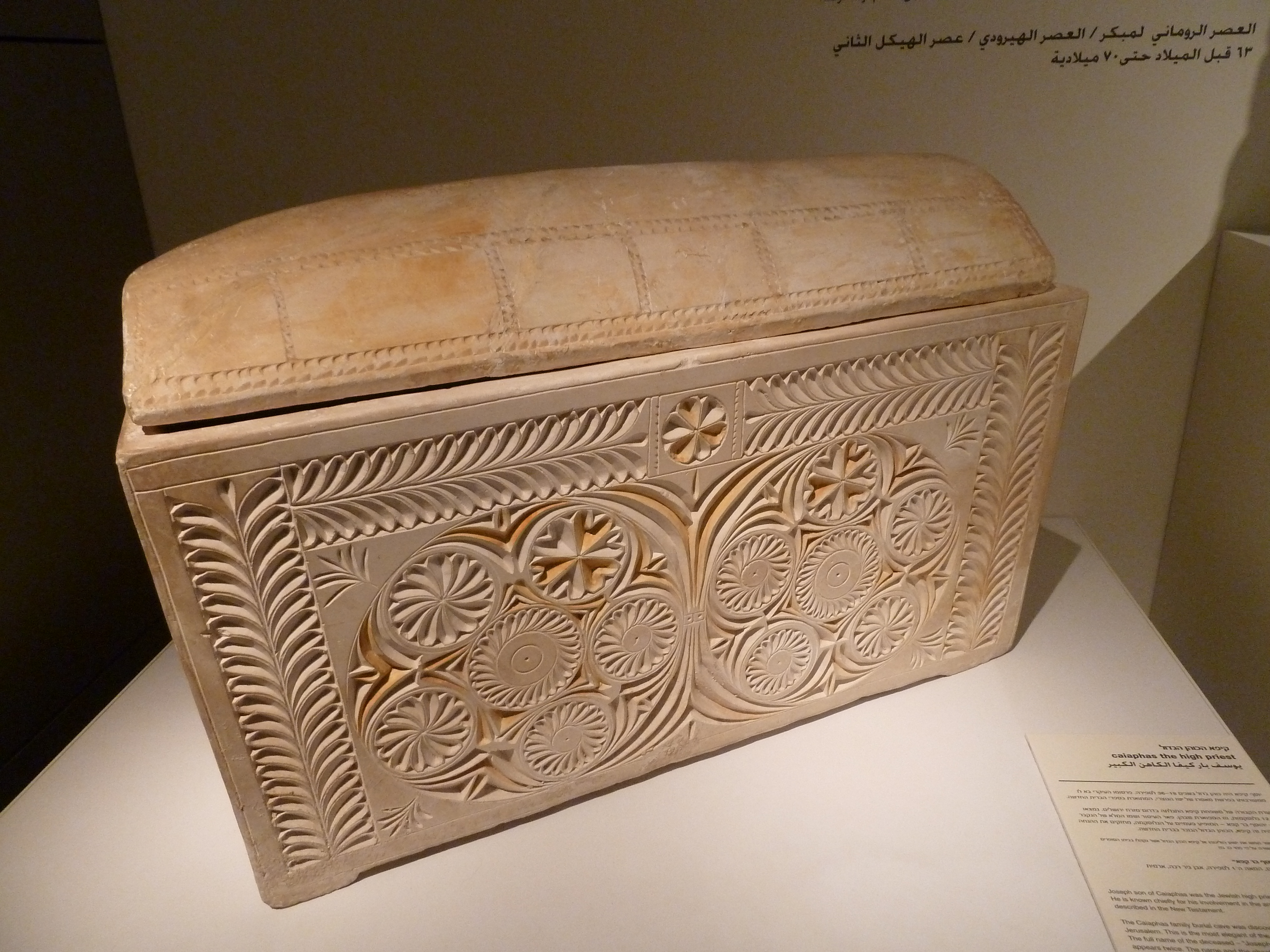
O ossário de Caifás, Museu de Israel, Jerusalém

O ossário de Caifás é um dos doze ossários ou caixas de ossos descobertos em uma caverna funerária no sul de Jerusalém em novembro de 1990, dois dos quais apresentavam o nome "Caifás".

## História
O ossuário de Caifás é um ossuário altamente decorado com a inscrição dupla "José, filho de Caifás", que continha os ossos de um homem de 60 anos. O ossário de calcário mede cerca 37 cm (15 pol) alto por 75 cm (30 pol) de comprimento e está alojado no Museu de Israel, em Jerusalém.
Foi sugerido que pertencia a José, filho de Caifás, conhecido como o Sumo Sacerdote de Israel Caifás no Novo Testamento. Essa identificação é contestada. De acordo com os evangelhos canônicos, Caifás foi o principal antagonista de Jesus.
Deve ser diferenciado do menos ornamentado ossário de Miriam, que veio à tona em junho de 2011. Este último é um artefato saqueado, embora autenticado, do Vale de Elah, com a inscrição: "Miriam, filha de Yeshua, filho de Caifá, sacerdote de Ma'azya de Beit Imri".
A câmara tumular foi descoberta por trabalhadores da construção civil em novembro de 1990. Ele estava localizado na Floresta da Paz, perto do bairro de North Talpiot. O superintendente dos trabalhadores relatou o caso à Autoridade de Antiguidades de Israel depois que o teto do túmulo foi aberto por uma escavadeira, revelando a caverna funerária de loculi escavada na rocha. O sepultamento foi típico do período do Segundo Templo (516 a.C. e 70 d.C.) em Jerusalém, e um dos muitos na necrópole de Jerusalém que podem ser encontrados tão ao sul quanto a vila árabe de Sur Baher.
Os quatro nichos da caverna continham doze ossários, dos quais seis foram perturbados por ladrões de túmulos. Um ossário muito ornamentado continha os ossos de duas crianças, dois adolescentes, uma mulher adulta e um homem de cerca de 60 anos. Além da gravura detalhada, havia vestígios de tinta laranja brilhante. Estava inscrito "Yehosef bar Qayafa" no lado longo, e "Yehosef bar Qafa" no lado estreito.
Os ossos foram finalmente enterrados novamente no Monte das Oliveiras.

## Pano de fundo

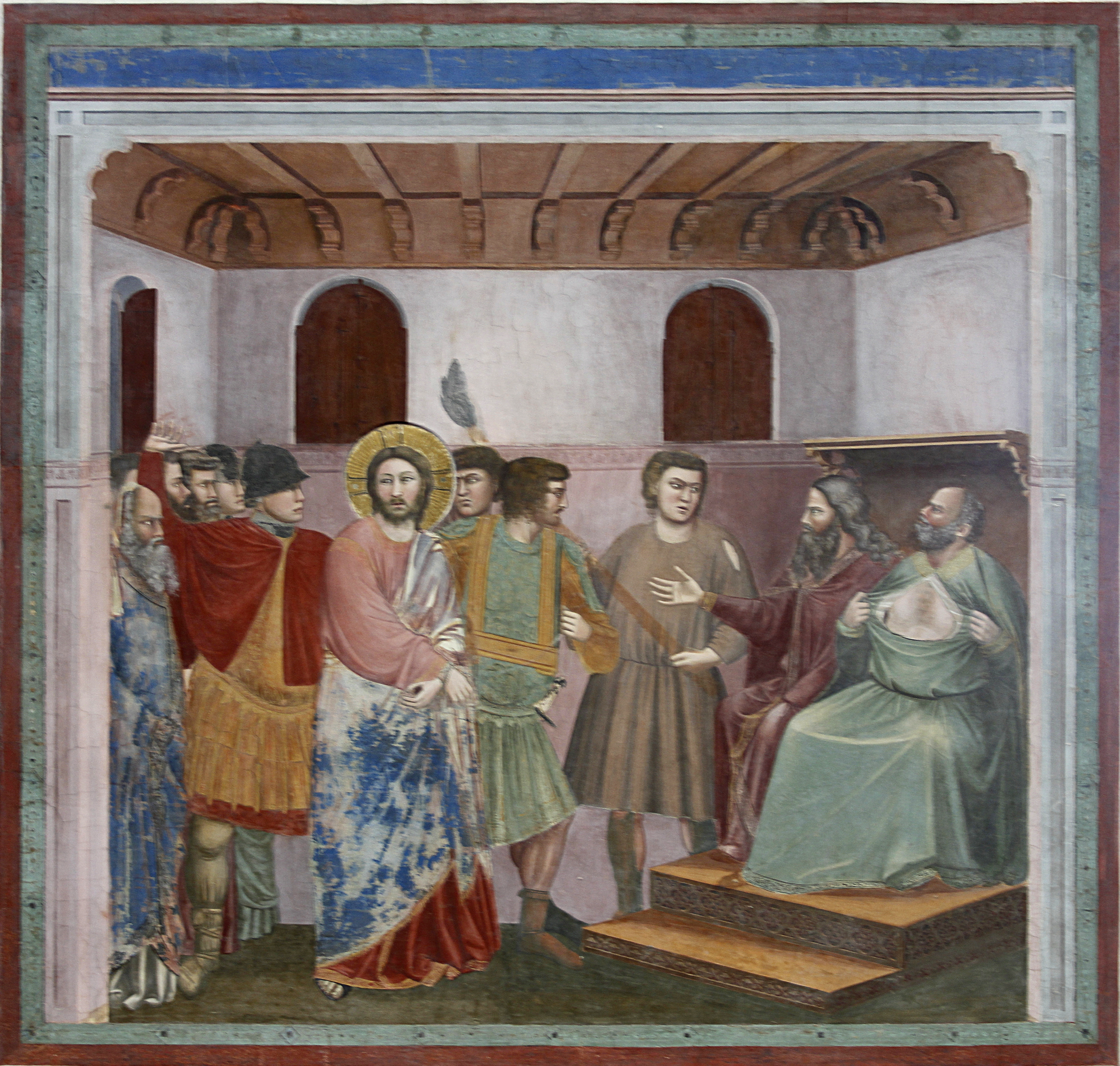
Cristo diante de Caifás O Sumo Sacerdote é retratado rasgando seu manto em justa indignação pela blasfêmia percebida de Jesus - Cappella Scrovegni a Padova, Giotto di Bondone, Vida de Cristo

De acordo com o The New York Times e vários estudiosos bíblicos, se for autêntico e atribuível ao sumo sacerdote Caifás, o ossário é uma confirmação importante do relato do Novo Testamento e facilita a compreensão do Jesus histórico. De forma mais geral, o conteúdo da caverna funerária aumenta o conhecimento das inscrições do ossário e dos costumes funerários do período do Segundo Templo.
Em junho de 2011, arqueólogos das Universidades de Bar-Ilan e Tel Aviv anunciaram a recuperação de um ossário roubado, saqueado de uma tumba no Vale de Elah. A Autoridade de Antiguidades de Israel declarou-o autêntico e lamentou que não pudesse ser estudado in situ. Está inscrito com o texto: "Miriam, filha de Yeshua, filho de Caifás, sacerdote de Ma'aziah de Beth 'Imri". Com base nisso, Caifás pode ser designado para o curso sacerdotal de Maazias, instituído pelo rei Davi.

## Autenticidade
Desde a descoberta original, a identificação com Caifás foi contestada por alguns estudiosos por vários motivos, incluindo a grafia da inscrição, a ausência de qualquer menção ao status de Caifás como Sumo Sacerdote, a simplicidade do túmulo (embora o ossário em si seja tão ornamentado quanto seria de se esperar de alguém de sua posição e família) e outras razões. O Ossário de Caifás foi posteriormente confirmado por estudiosos israelitas como autêntico.

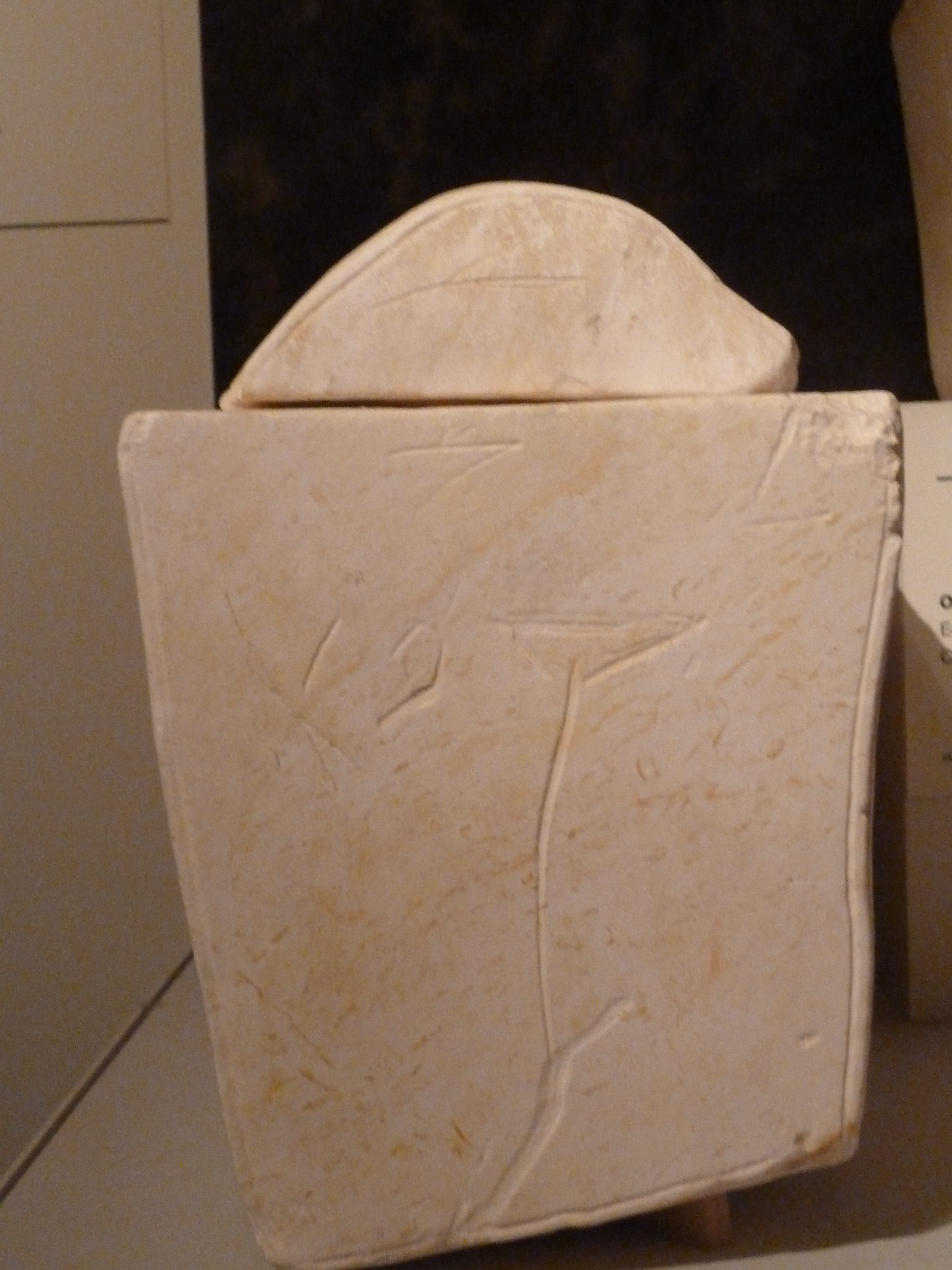
O nome "קפא" - Caifás no ossário, Museu de Israel, Jerusalém
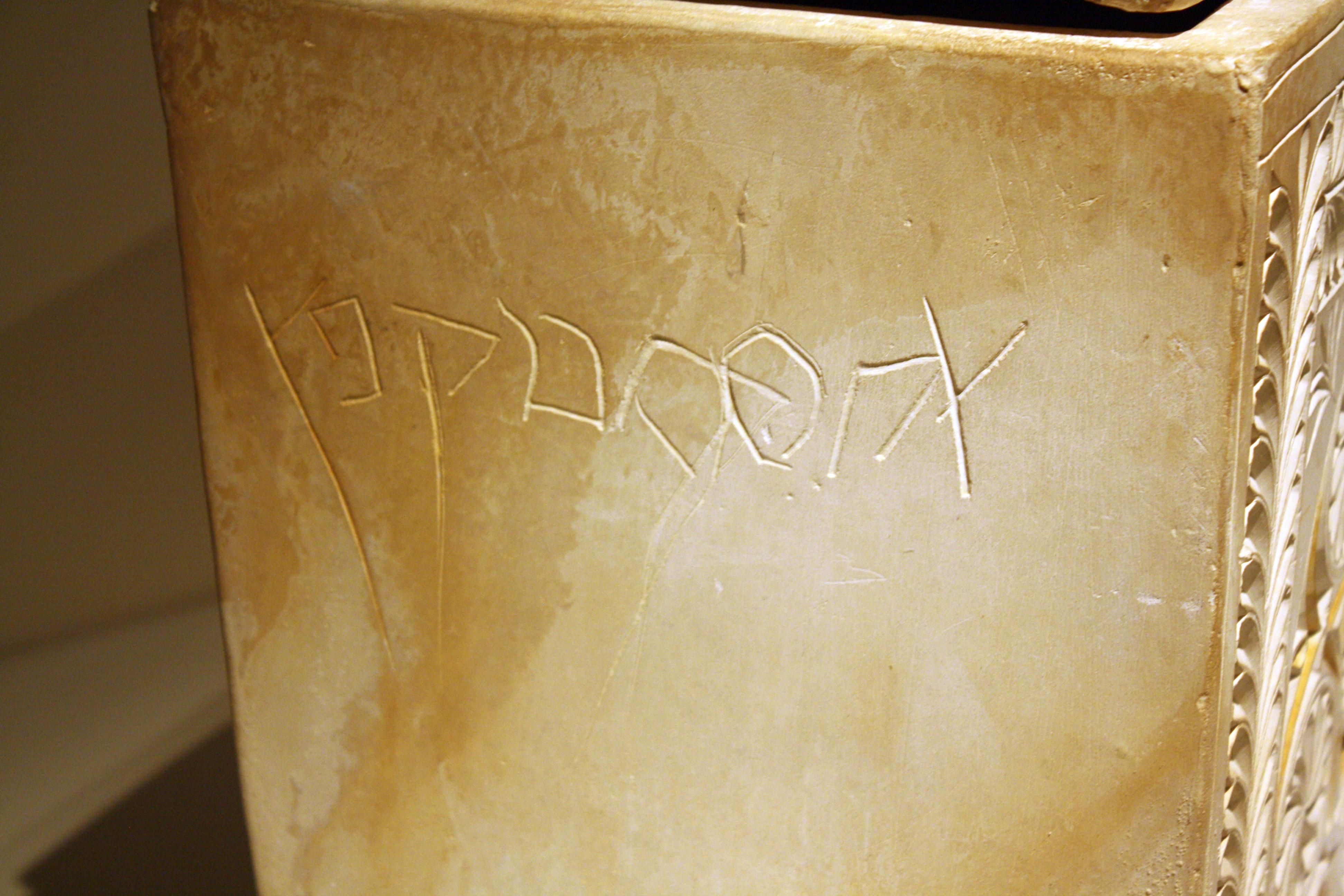
Inscrição no ossário de Caifás